# Toetanchamon
Toetanchamon, Toetanchaton of Toetankhamon was een farao van de 18e dynastie van het oude Egypte. Hij heette oorspronkelijk Toetanchaton; later werd om politiek-religieuze redenen zijn naam veranderd in Toetanchamon, wat zoveel betekent als: "Levend evenbeeld van Amon". Zijn troonnaam Nebcheperoere betekent: "Heer van de manifestaties van Ra".
Zijn beroemdheid is vooral te danken aan het zeldzame feit dat zijn graf, toen het in 1922 door Howard Carter werd gevonden, vrijwel ongeschonden bleek te zijn. Het voor een farao kleine graf bevatte meer dan 5000 kunstvoorwerpen die nog zeer intact waren.

## Biografie

### Afkomst
Lange tijd werd aangenomen dat Nefertiti de moeder was van Toetanchamon, maar zijn afkomst is nog steeds niet duidelijk. Zeker is dat zijn vader Achnaton was, maar over zijn moeder zijn verschillende speculaties. DNA-onderzoek, in 2010 gepubliceerd in het Journal of the American Medical Association, heeft uitgewezen dat zijn moeder, genetisch gezien, zeer nauw verwant moet zijn geweest aan zijn vader. Zij wordt aangeduid als KV35YL; de mummie die gevonden is in graf DK 35, verder aangeduid als Younger Lady.
Voor begrip van het geheel onderstaand de uitgeschreven stamboom van Toetanchamon:
1. Joeja & Toeja
  1. Eje (niet bewezen)
    1. Nefertiti (niet bewezen)

  2. Teje & Amenhotep III
    1. Amenhotep IV / Achnaton & Nefertiti (nicht dus)
      1. Meritaton
        1. Meritaton Tasjerit

      2. Maketaton

      3. Anchesenpaäton
        1. Anchesenpaäton Tasjerit

      4. nog 3 dochters

Beide kinderen, Tasjerit en het kind van Maketaton, waren door Achnaton verwekt.
Toetanchamons moeder kan zijn geweest:
- bijvrouw Kiya
- Nefertiti
- zus van Achnaton
- Meketaton, gestorven in het kraambed
- Meritaton

Indien Toetanchamon een zoon van Kiya was, dan was Kiya ook een afstammeling van Joeja en Toeja.
Onderzoek in 2011 toonde aan dat Toetanchamon, evenals zijn vader Achnaton en grootvader Amenhotep III, drager was van Y-chromosoom-haplogroep R1b1a2.

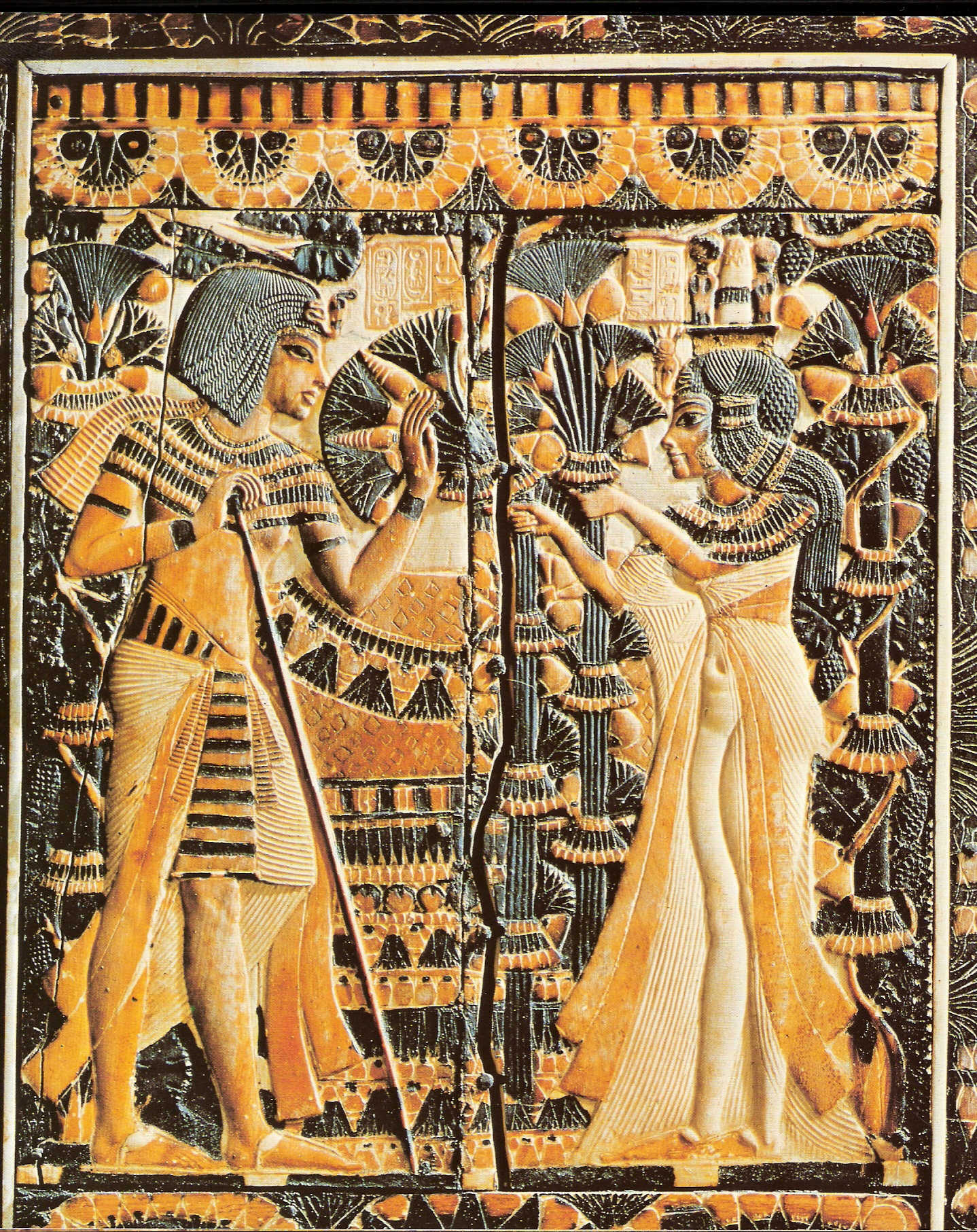
Toetanchamon (links met stok) en Anchesenamon
(ca. 1358-1350 v. Chr.), deksel van een kist van ivoor, Egyptisch Museum

Toetanchamon is grootgebracht in de stad die zijn vader, Achnaton, gesticht en gebouwd had. Deze stad, Achetaton, het tegenwoordige Amarna, lag halverwege Thebe in het zuiden, in vroeger tijden hoofdstad van Opper-Egypte, en Memphis in het noorden, in vroeger tijden hoofdstad van Neder-Egypte.
Aanvankelijk was zijn naam niet Toetanchamon maar Toetanchaton, naar de Egyptische god Aton, een zonnegod die werd aanbeden nadat Achnaton een drastische wijziging in de godsdienst van het Egyptische rijk had doorgevoerd door een vorm van monotheïsme/monolatrie in te voeren.
Toetanchaton trouwde met zijn halfzus Anchesenpaäton. De naam van Anchesenpaäton wijzigde naar Anchesenamon, tegelijkertijd met zijn eigen naamwijziging. Zij kregen 2 dochters, die stierven vóórdat zij geboren werden.

### Doodsoorzaak
Lange tijd was niet helemaal duidelijk waarom hij zo jong gestorven is. Op basis van tweedimensionale röntgenopnamen suggereerde een Brits team in de jaren zestig een schedelbreuk, wat de hypothese zou staven dat Toetanchamon was vermoord door een klap op het achterhoofd. Latere onderzoeken spreken dit tegen en geven aan dat dit gat tijdens het mummificeren is ontstaan. Een recente schouwing van Toetanchamons skelet heeft uitgewezen dat hij 19 was toen hij stierf en ongeveer 1,68 m lang. Er zat 1 cm verschil tussen de lengte van zijn benen en hij had een ietwat scheve ruggengraat. Daarnaast had hij een klompvoet en miste een teen aan de andere voet. Alle kwalen waar hij aan leed waren waarschijnlijk het gevolg van een botziekte die hij had en zijn zwakke immuunsysteem, die allebei waarschijnlijk het gevolg waren van de vele inteelt die aan hem vooraf is gegaan. Hij liep met een stok, wat mede ondersteund wordt door de vondst van 170 stokken in zijn graf en het feit dat hij met stok wordt afgebeeld. Hij leed ook aan een ontsteking in zijn knie, veroorzaakt door een breuk. De breuk zou veroorzaakt kunnen zijn door een val van een strijdwagen, waarschijnlijk tijdens een jachtpartij, een geliefde bezigheid van de jonge farao. In 2009 heeft men de mummie gescand. Uit dit onderzoek is gebleken dat Toetanchamon naar alle waarschijnlijkheid gestorven is aan de gevolgen van de ontsteking in zijn knie, gecombineerd met malaria.

## Farao
Toetanchamon was slechts negen jaar oud toen hij zijn vader als farao opvolgde. Hij was ook nog erg jong (19 jaar oud) toen hij stierf.
Zijn troonnaam was: NebCheperoeRe; Heer van de manifestaties van Ré. Aannemende dat Nefertiti toen niet meer leefde lag de macht bij vizier Eje en generaal Horemheb. Onder de regering van Toetanchamon keerde Egypte terug naar de traditionele religie; de verering van alle oude goden, vooral die van de oppergod Amon, werd in ere hersteld en Toetanchaton nam de naam Toetanchamon aan.
Toen zijn vader in zijn 17e regeringsjaar stierf, was Toetanchaton rond de 9 jaar. Achnaton zal in eerste instantie begraven zijn in het voor hem aangelegde graf ten oosten van AchetAton. In het graf is dusdanig huisgehouden dat van de begrafenisrituelen weinig meer te ontcijferen is. Wanneer zijn overblijfselen naar het Dal der Koningen gebracht zijn en in welk graf hij daar begraven is, is niet bekend.
We weten niet of Toetanchamons (stief)moeder, Nefertiti, toen nog leefde. In allerlei geschriften wordt aangegeven dat Achnaton opgevolgd werd door Smenchkare. Alles over deze farao is in nevelen gehuld. Sommige egyptologen beweren dat hij een buitenlander was die huwde met Meritaton, dochter van Achnaton en Nefertiti. Anderen houden het op een andere naam voor Nefertiti. De regeringstijd van deze farao wordt geschat op maximaal 3 jaar.
Het is wel duidelijk dat er in Toetanchamons tijd grote spanningen waren in Egypte, nadat het religieuze beleid van zijn voorganger Achnaton tot een grote chaos geleid had. Bovendien waren er oorlogen, onder andere met de Koesjieten en de Hittieten. Een paleisrevolutie viel ook niet uit te sluiten.

### Opvolgers
Toetanchamon werd opgevolgd door de veel oudere hogepriester Eje, een aangetrouwd lid van de koninklijke familie. Volgens de onderzoekers die de moordhypothese ondersteunden was Eje mogelijk ook zijn moordenaar toen de jonge prins meer zijn eigen wil begon door te drijven. Ejes regering duurde maar vier jaar en de farao na hem (generaal Horemheb) verwijderde de namen van Achnaton, Smenchkare, Toetanchamon en Eje uit de annalen en koningslijsten van het land om ze zo aan de vergetelheid prijs te geven. Toch verstoorde Horemheb Toetanchamons graf niet, wat er mogelijk op wijst dat hij wel respect voor de jonge koning had.

## Religie en bouwwerken

### Monotheïsme
Toetanchamons vader en voorganger, Amenhotep IV, wilde de macht van de Amonpriesters breken en verordende tijdens zijn regering dat er voortaan maar één god zou mogen zijn: Aton, de zonneschijf. Hij wijzigde zijn naam in Achnaton. In het 5e regeringsjaar verplaatste hij de regeringszetel van Thebe naar de nieuw gestichte stad Achetaton. Toetanchaton erfde Egypte in een schrikbarende toestand: een religie die door velen niet aanvaard werd, moedwillige destructie van aan de oude goden gewijde tempels en beelden en een onderdrukt volk.

### Eerherstel oude goden en bouw tempels
Vanaf het tweede jaar van zijn regering stond de farao de oude religie weer toe en veranderde hij zijn naam in Toetanchamon en de naam van zijn halfzus, Anchesenpaäton, werd Anchesenamon. Volgens de Amonpriesters betekende dit een volledige terugkeer van de monarchie naar de traditionele leer. Het was geen volledige afwijzing van de zonnegod, getuige de schitterende gouden troon, waarop de zonnegod is afgebeeld en waarop de oude namen van de farao en zijn vrouw (... van Aton) evenveel gewicht hebben als de nieuwe namen (... van Amon). In deze tijd werd besloten Achetaton te verlaten en werd ook het restauratiedecreet uitgevaardigd vanuit de nieuwe residentie Memphis. Hierin stond:

... de tempels en steden van de goden en godinnen, vanaf Elefantine tot de Deltamoerassen, waren in verval geraakt en hun schrijnen waren in verval geraakt en tot met gras overwoekerde bulten geworden. Het leek wel alsof hun heiligdommen nog niet hadden bestaan en hun gebouwen waren (openbare) wegen geworden want het land was te gronde gegaan. De goden negeerden dit land. Wanneer er een leger naar Djahy (Palestina) werd gestuurd, om de grenzen van Egypte te verleggen, had dit geen succes; als men tot een god bad om iets te verkrijgen, kwam hij niet, en als men welke godin ook op dezelfde wijze aanriep, kwam ze niet ...

Vanaf deze tijd werden de oude tempels niet alleen vernieuwd, maar ook uitgebreid en heringericht. Zo werden in de Amon-tempel van Karnak, waarin in de Amarna-tijd een beeldenstorm geheerst had, een aantal pylonen opgericht en werd de grote Hypostyle zaal gebouwd. Tegelijkertijd werd begonnen met de sloop van de tempels in Achetaton. De kleurig beschilderde blokken hieruit werden voor de opvulling van de pylonen en voor de fundatie van de hypostyle zaal hergebruikt. Tevens werden in deze tempel, in de processie-gang met zuilen, voorstellingen aangebracht ter ere van het Opet-festival. Dit feest duurde 11 dagen. Daarin werd het godenbeeld van Amon-Re, begeleid door de godenbeelden van Moet en Chonsoe, in processie, over land, van Karnak naar Thebe gebracht, waarna de terugtocht per boot over de Nijl plaatsvond.

### Saqqara
Tijdens de regering van Toetanchamon werden ook verschillende militaire campagnes uitgevoerd, getuige de voorstelling op een van de wanden van het graf van (generaal) Horemheb, waarin hij door Toetanchamon en Anchesenamon met eregoud beloond wordt; te zien in het Rijksmuseum van Oudheden in Leiden. De generaal laat hier lange rijen gevangenen (Aziaten, Libiërs en Nubiërs) langs de farao voeren.
Na de verplaatsing van de residentie werd ook de necropool van Saqqara in gebruik genomen door de edelen. Zo zijn er door het opgravingsteam van het Rijksmuseum van Oudheden in samenwerkingsverband met de Universiteit Leiden de graven ontdekt van onder anderen:
- Meryneith, rentmeester van de Memphische zonnetempel
- generaal Horemheb, opperbevelhebber van de Egyptische legers onder Toetanchamon
- Maya, schatbewaarder onder de farao's Toetanchamon, Eje en Horemheb
- Pay en Raia, directeur van de harem van Toetanchamon

## Een ongeschonden koningsgraf
Het graf van Toetanchamon, graf DK 62 in het Dal der Koningen, werd op 4 november 1922 ontdekt door Howard Carter en geldt als de meest opzienbarende archeologische ontdekking van de 20e eeuw. Het graf bleek vrijwel ongeschonden, onder meer doordat tijdens de bouw van het graf voor Ramses VI (graf DK 9) uitgegraven zand op de ingang van het graf van Toetanchamon werd gegooid.
Het graf bestaat uit:
- een gang naar beneden
- een voorportaal, waarin naast 2 ka-beelden, die de ingang van de grafkamer moesten bewaken, talloze gebruiksvoorwerpen door elkaar waren opgestapeld
- een grafkamer, rechts ten opzichte van de gang naar beneden
- een zijkamer van de grafkamer, parallel aan de gang naar beneden
- een kamer aan het voorportaal, rechtdoor ten opzichte van de gang naar beneden.

Er stonden meer dan 3.500 voorwerpen, maar alles was opgestapeld in een te krappe ruimte. In alle kamers was te zien dat hier in de oudheid reeds grafrovers bezig waren geweest; Carter vond geen papyri, sieraden en kostbare oliën waren verdwenen en alles stond schots en scheef op elkaar. Het overgrote deel van de voorwerpen, waaronder het wereldberoemde gouden gezichtsmasker, is te zien in het Egyptisch Museum.
In graf DK 54 werden spullen gevonden die gebruikt werden bij de balseming van Toetanchamon.
Alleen de grafkamer is beschilderd. Details tonen aan dat grafkist en andere voorwerpen niet voor deze ruimte of voor deze farao bestemd waren. In de grafkamer staat alleen nog de sarcofaag waarin, naar de wens van Howard Carter, de mummie weer in zijn eigen graf is teruggelegd. Meervoudig onderzoek leverde geen bewijs op van een gewelddadig einde van deze farao. Een DNA-onderzoek in februari 2010 toonde aan dat Toetanchamon aan malaria gestorven kan zijn.

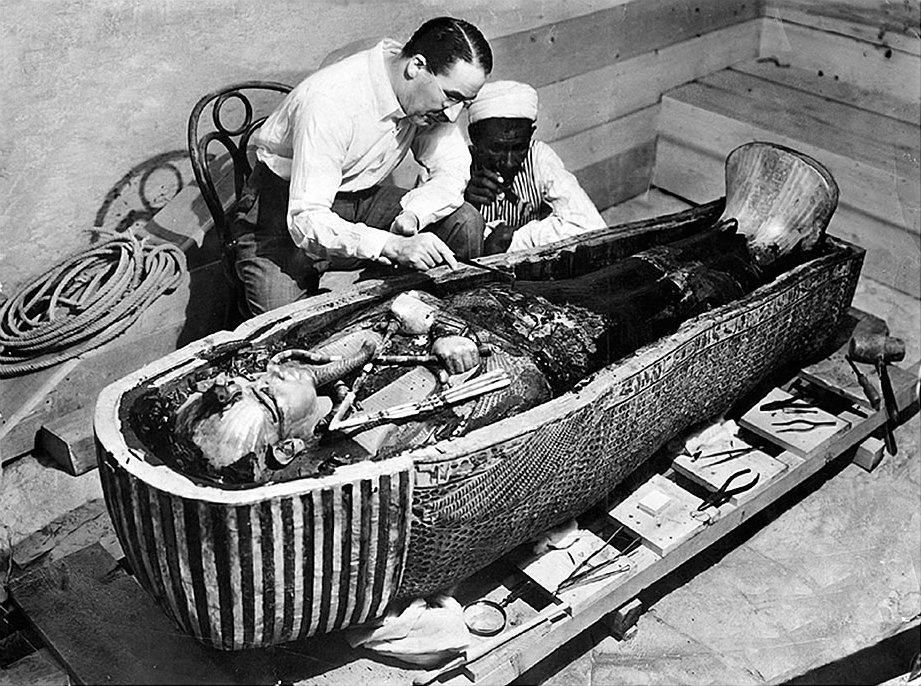
De sarcofaag van Toetanchamon bekeken door Howard Carter en een medewerker (1925), The Times
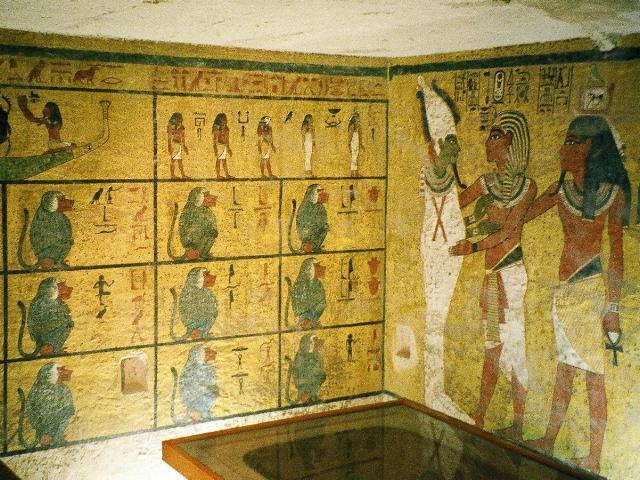
Beschilderde west- en noordwand in Toetanchamons grafkamer Graf DK 62

## Varia
De spectaculaire vondst van het graf van Toetanchamon en allerlei al dan niet vermeende geheimzinnigheden daaromheen vormden de inspiratie voor een hausse en uiteindelijk zelfs een apart genre aan spannende verhalen rondom egyptologische vondsten zoals kostbaarheden, grafkelders en mummies en allerlei mysterieuze gebeurtenissen met veelal vervloekingen en bovennatuurlijke machten die daarmee in verband werden gebracht. In Nederland verscheen onder meer in 1937 Het graf van den Amonpriester van A. den Hertog.